# Maud de Braose
Maud de Braose, (c. 1155-1210) fue una aristócrata inglesa, esposa de William de Braose, señor de Bramber, un poderoso barón de las Marcas y favorito de Juan de Inglaterra. Más tarde caería en desgracia ante el rey y fue encarcelada y dejada morir de hambre en la mazmorra del castillo de Corfe junto con su primogénito. Testimonios de la época la describen como bella, muy sensata, valiente y enérgica. Luchó contra los galeses, conquistando amplios territorios.
Aparece en muchas leyendas y mitos galeses; y es conocida también como Matilda de Braose, Moll Wallbee, y Señora de La Haie.

## Familia y matrimonio
Nació como Maud de St. Valery (Maud de Saint-Valéry) en Francia aproximadamente en 1155, y era la hija de Bernard de St. Valéry de Hinton Waldrist en Berkshire (ahora Oxfordshire) y su primera mujer, Matilda.
En algún momento alrededor de 1166, Maud se casó con William Braose, IV señor de Bramber, hijo de William de Braose, III señor de Bramber y Bertha de Hereford de Pitres. Poseía también los señoríos de Gower, Hay, Brecon, Radnor, Builth, Abergavenny, Kington, Painscastle, Skenfrith, Grosmont, White Castle y Briouze en Normandía. Cuando Juan de Inglaterra ascendió al trono en 1199, Braose se convirtió en uno de los favoritos de la corte y recibió también el señorío de Limerick, Irlanda. Maud había recibido en propiedad de su padre Tetbury.
Maud apoyaba las ambiciones militares de su marido, que la puso a cargo del castillo de Hay y el territorio circundante. A menudo se la menciona como Señora de Hay. En 1198, Maud defendió Painscastle en Elfael contra un ataque galés masivo dirigido por Gwenwynwyn, príncipe de Powys. Consiguió resistir el ataque de las fuerzas de Gwenwynwyn durante tres semanas hasta que llegaron los refuerzos ingleses. Painscastle fue conocido desde entonces como el castillo de Matilda por los lugareños.
Se cree que Maud y William tuvieron 16 hijos. Los mejor documentados se relacionan a continuación.

### Descendencia
- Maud de Braose (m. 29 de diciembre de 1210), casada con Gruffydd ap Rhys II, con quien tuvo dos hijos, Rhys y Owain.[9]
- William de Braose (m. 1210). Dejado morir de hambre junto a su madre en Windsor o Corfe. Casado con Maud de Clare, hija de Richard de Clare, Conde de Hertford.[10]
- Margaret de Braose (m. después de 1255), esposa de Walter de Lacy, Señor de Meath, hijo de Hugh de Lacy, y Rohese de Monmouth.
- Reginald de Braose (m. entre 5 de mayo de 1227 y 9 de junio de 1228), casado con Gracia, hija de William Briwere, y en 1215 con Gwladus Ddu, hija de Llewelyn el Grande. Fue padre de William de Braose, esposo de Eva Marshal.[1]
- Giles de Braose, Obispo de Hereford (m. 13 de noviembre de 1215).
- John de Braose (m. antes del 27 de mayo de 1205), casado con Amabil de Limesi.[8]
- Loretta de Braose, esposa de Robert de Beaumont, conde de Leicester.
- Annora de Braose, esposa de Hugh Mortimer y más tarde reclusa en Iffley.
- Flandrina de Braose, Abadesa de Godstow, (elegida en 1242, depuesta en 1248).[11][12]

## Enemistad con Juan I

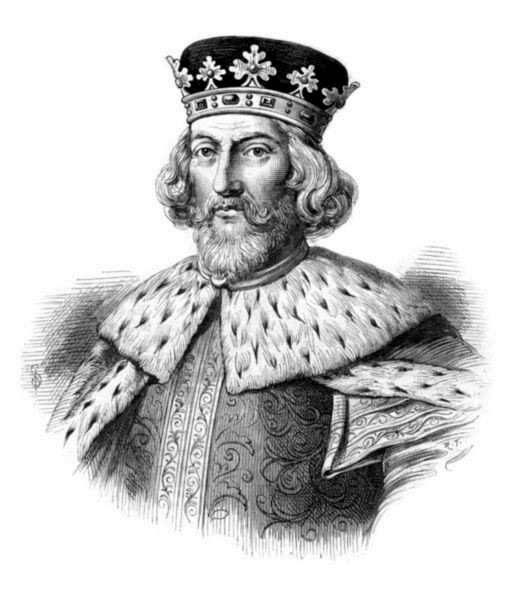
Juan I, según una ilustración de 1902.

En 1208, William de Braose discutió con su amigo y patrón Juan I. La razón no está clara, pero parece ser que Maud había realizado comentarios indiscretos sobre el asesinato de Arturo de Bretaña, sobrino del rey. Había también una suma grande de dinero (cinco mil marcos) que de Braose debía al rey. En cualquier caso, Juan reclamó que se le enviara como rehén a William, el hijo de Maud, para garantizar la lealtad de su marido. Maud se negó y declaró ruidosamente, de modo que los oficiales del rey pudieran oírla que "no entregaría a sus hijos a un rey que había asesinado a su propio sobrino". El rey envió sus tropas a la frontera galesa y tomó todos los castillos que pertenecían a William de Braose. Maud y su hijo huyeron a Irlanda, donde fueron acogidos en Trim Castle con los de Lacy, la familia política de su hija Margaret. En 1210, Juan envió una expedición a Irlanda. Maud y su hijo huyeron, pero fueron apresados en Galloway por Donnchadh, Conde de Carrick. Después de ser brevemente custodiados en el Castillo de Carrickfergus, fueron enviados a Inglaterra.

### Encarcelamiento y muerte
Maud y William fueron encarcelados inicialmente en el Castillo de Windsor, pero poco después fueron enviados al Castillo Corfe en Dorset donde se les encerró en la mazmorra y se les dejó morir de hambre. También se dice que Juan hizo encarcelar a ella y a su hijo en el castillo de Corfe y ordenó que les dieran una gavilla de avena y un trozo de tocino crudo. No les permitió comer más. Después de once días, la madre fue encontrada muerta entre las piernas de su hijo. Su hijo, que también estaba muerto, fue encontrado sentado, pero apoyado contra la pared. La madre estaba tan desesperada que se había comido la carne de las mejillas de su propio hijo. La forma en que se produjeron sus muertes indignó tanto a la nobleza inglesa que la Carta Magna, que Juan fue forzado a firmar en 1215, contiene la cláusula 39: «Ningún hombre será tomado, encarcelado, proscrito, desterrado o destruido en ninguna manera, ni procederemos contra él o le perseguiremos, excepto por el legítimo el juicio de su pares por la ley de la tierra».

Su marido murió un año más tarde en el exilio en Francia, donde llegó disfrazado de mendigo para evitar la cólera real después de que este último le hubiera proscrito, tras aliarse con Llywelyn el Grande, al que había apoyado en su rebelión, un acto qué Juan consideraba traición. Fue enterrado en la Abadía de San Víctor, París.

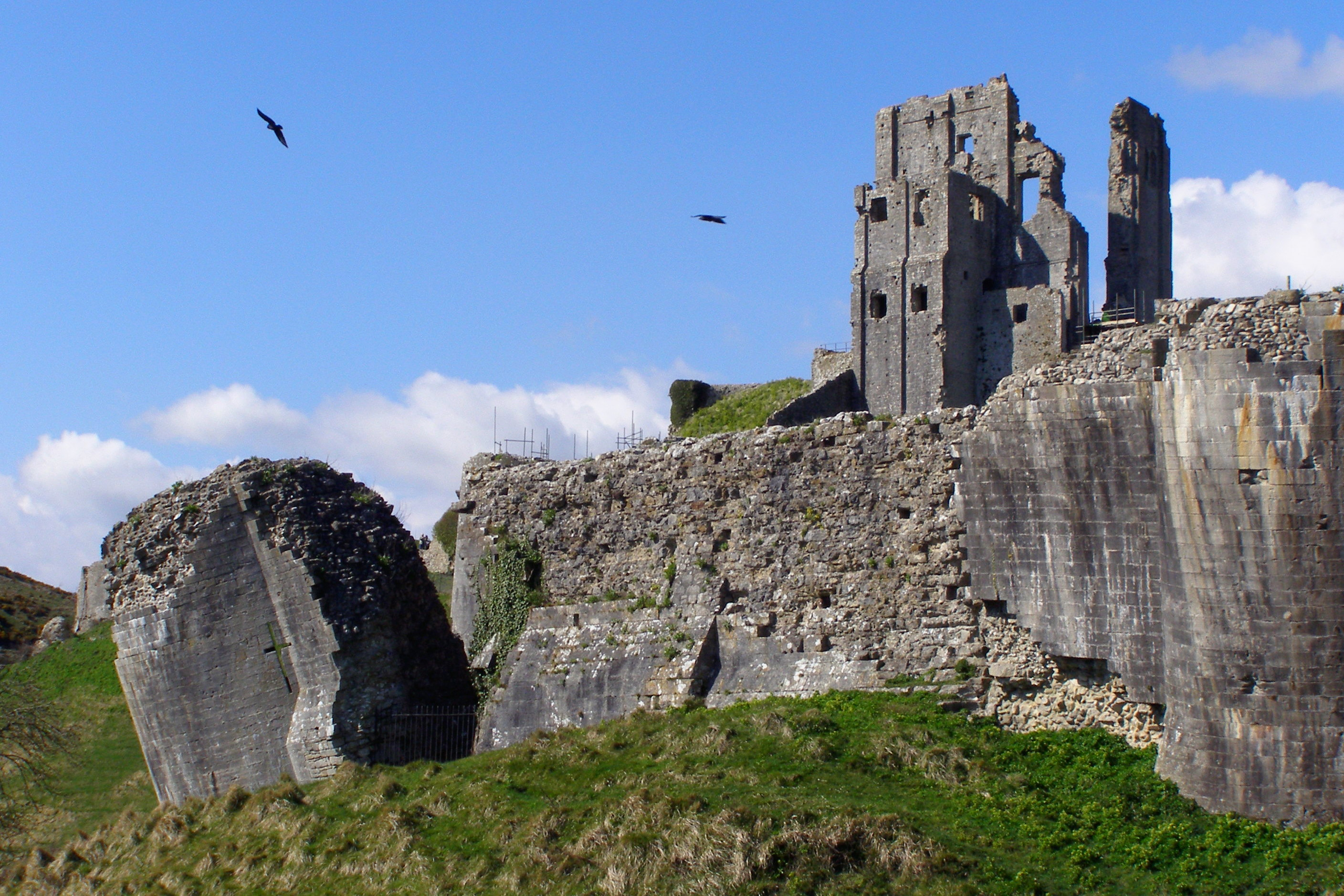
Castillo Corfe; dentro de cuya mazmorra Maud de Braose y su hijo William fueron dejados morir de hambre.

La hija de Maud, Margaret de Lacy fundó una casa religiosa, el Hospital de St. John, en Aconbury, Herefordshire en su memoria. El 10 de octubre de 1216, ocho días antes de su muerte, Juan concedió tres carucates de tierra en el bosque real de Aconbury a Margaret para la construcción de la casa religiosa. Dio instrucciones a su marido Walter de Lacy, Sheriff de Hereford, por patente real.

## Leyendas
Maud de Braose protagoniza numerosas leyendas y mitos del folclore galés. Hay una leyenda que dice que Maud construyó el castillo de Hay-on-Wye en una sola noche, llevando las piedras en su delantal. Se dice también que era muy alta y que a menudo portaba armadura cuando dirigía las tropas en la batalla.
La leyenda sobre la construcción del castillo de Hay proviene de la época en la que construyó el arco de entrada a una torre que había sido construida en los años 1180.

## En la ficción
Barbara Erskine es autora de un libro titulado Lady of Hay. Es un relato ficticio sobre la vida de Maud, ambientado simultáneamente en la Edad Media y en la Inglaterra del siglo XX donde Maud se reencarna como una moderna mujer inglesa. Maud es mencionada también en la novela Here Be Dragons de Sharon Penman, y en las novelas To Defy A King y El León Escarlata de Elizabeth Chadwick, y en la novela de Jean Plaidy El Príncipe de la Oscuridad sobre Juan I.